# Päästä mut pois
Päästä mut pois (in finlandese "Fammi uscire") è il primo singolo del rapper finlandese Mikael Gabriel, estratto dal suo terzo album Mun maailma e pubblicato il 1º febbraio 2013 dalla Universal Music. Il brano prevede la partecipazione di Diandra nel ritornello del brano.
La canzone è entrata nella classifica finlandese dei brani più scaricati in Finlandia entrò alla 6ª settimana e raggiunse la dodicesima posizione.
Dal brano è stato girato un video musicale, pubblicato sull'account VEVO di YouTube del cantante.

## Tracce
1. Päästä mut pois (feat. Diandra) – 3:21

## Classifica
| Classifica           | Massima posizione |
| -------------------- | ----------------- |
| Finlandia            | -                 |
| Finlandia (digitale) | 12                |